# Eric Barba
Eric Barba (geb. vor 1997) ist ein US-amerikanischer Spezialeffektkünstler.

## Leben
Barba besuchte das Privat-College Art Center College of Design in Pasadena, Kalifornien. Ab Mitte der 1990er Jahre arbeitete er zunächst für das Fernsehen. Für Steven Spielbergs SeaQuest DSV arbeitete er als CGI-Animator, danach überwachte er die digitalen Spezialeffekte der Serie Sliders – Das Tor in eine fremde Dimension. In der Folge erhielt er eine Anstellung bei Digital Domain, wo seine erste Arbeit Luc Bessons Science-Fiction-Film Das fünfte Element war. 2009 wurde er für seine Arbeit an Der seltsame Fall des Benjamin Button mit dem Oscar und dem British Academy Film Award ausgezeichnet.

## Filmografie (Auswahl)
- 1997: Das fünfte Element (The Fifth Element)
- 1997: Red Corner – Labyrinth ohne Ausweg (Red Corner)
- 2000: Rules – Sekunden der Entscheidung (Rules of Engagement)
- 2000: Supernova
- 2007: Zodiac – Die Spur des Killers (Zodiac)
- 2008: Der seltsame Fall des Benjamin Button (The Curious Case of Benjamin Button)
- 2010: Tron: Legacy
- 2011: Verblendung (The Girl with the Dragon Tattoo)
- 2013: Oblivion
- 2014: Gone Girl – Das perfekte Opfer (Gone Girl)
- 2017: Valerian – Die Stadt der tausend Planeten (Valerian and the City of a Thousand Planets)
- 2017: No Way Out – Gegen die Flammen (Only the Brave)
- 2019: Terminator: Dark Fate
- 2023: Der Killer (The Killer)
- 2024: Alien: Romulus

## Auszeichnungen
- 2009: Oscar für Der seltsame Fall des Benjamin Button
- 2009: Saturn-Award-Nominierung für Der seltsame Fall des Benjamin Button
- 2009: British Academy Film Award für Der seltsame Fall des Benjamin Button
- 2011: Saturn-Award-Nominierung für Tron: Legacy
- 2021: Saturn-Award-Nominierung für Terminator: Dark Fate
- 2025: Oscar-Nominierung für Alien: Romulus
- 2025: Saturn-Award-Nominierung für Alien: Romulus